# Senecio adenotrichius
Espèce
Synonymes
- Adenotrichia amplexicaulis Lindl.[1] [2]
- Heterolepis conyzoides Bertero ex DC.[1] [2]

Senecio adenotrichius est une espèce de plante à fleurs de la famille des Asteraceae. C'est une herbe folle semi-ligneuse. Elle est fréquente dans les sites dégradés de la zone centrale du Chili.